# Ambis zla
Ambis zla je naslov epizode Marti Misterije i Dilan Doga objavljene u br. 12. obnovljene edicije Zlatne serije koju je pokrenuo Veseli četvrtak. Sveska je izašla 23.05.2019. god. i koštala 350 dinara (3,45 $; 2,96 €). Epizoda je imala 192, a sveska 200 strana.

## Originalna epizoda
Originalna epizoda objavljena je premijerno u Italiji u br. 10. edicije Maxi Marti Misterija pod nazivom L'abisso del male 28.11.2018. godine. Epizodu je nacrtao Giovanni Freghieri (uz pomoć još nekoliko autora), a scenario su napisali Carlo Recagno i Alfredo Castelli. Naslovnicu je nacrtao Anđelo Stano.

## Kratak sadržaj
Dilana posećuje Endži, plesačica u noćnom baru sa zahtevom da istraži Mocambo, klub u kome je trenutno zaposlena. Endži i svi zaposleni veruju da je bar opsedunt duhovima, što smanjuje broj gostiju i zaradu.
Istovremeno, Marti Misterija se u Ejvberiju (Engleska) sreće sa Lordom Velsom, koji ga upoznaje se madam Marijom Treklovski, vidovnjakinjom. Ona treba da upotrebi Velsov detektor eteričkih pojava sa hipnotičkom rezonancom. Nakon upotrebe, madam Treklovski kaže da je Dilan Dog u opasnosti i da svi moraju odmah za London.
Dilana zaposeda nepoznati duh. Duh je niko drugi do sam Helingen, Zagorov arhi-neprijatelj. Dilan i Marti kreću u Eksterštajn, kompleks magalita, podzemnih pećina, solarnih opservatorija i svetilišta u blizini Hanovera (Nemačka) u kome se navodno nalazi tajno mesto čije bi zaposedanje omogućilo neograničenu moć. Tamo sreću duh Helingena kojeg moraju da spreče da konačno ostvari svoj san vladara čitavog svemira.

## Značaj epizode
Ova epizoda predstavlja pokušaj bonelijevskog odgovora na očigledne izazove koji dolaze iz Marvel produkcije Osvetnika u kojima dominira motiv udruživanje snaga da bi se pobedio nadmoćniji neprijatelj koji otelovljuje iskonsko zlo. Dok se Helingen i Zagor bore negde u prostoru, Gručo u odsutnom trenutku Zagoru dobacuje sekiru kojom ovaj uspeva da savlada Heligena.

## Marti Misterija i Dilan Dog zajedno
Ovo je već treći put da Marti Misterija i Dilan Dog udružuju snage da bi spasili svet od većeg zla. Veseli četvrtak je obe prethodne epizode objavio u okviru edicije Superbook br. 32 i 36. (Originalno, prve dve epizode su objavljene 1990. i 1992. godine.)

## Naslovnica C
Za ovu priliku štampan je i ograničen broj primeraka sa naslovnicom C (takođe u izradi Siniše Banovića) na kojoj se između Dilana i Martija jasnije vidi Helingenov obris.